# 長崎県道34号野母崎宿線
長崎県道34号野母崎宿線（ながさきけんどう34ごう のもざきしゅくせん）は、長崎県長崎市を通る県道（主要地方道）である。

## 概要
長崎市野母町がら長崎市宿町に至る。長崎半島の東部を海岸線沿いに走り抜けるため、沿線は橘湾が一望でき、眺めは非常によい。

### 路線データ
- 起点：長崎県長崎市野母町
- 終点：長崎県長崎市宿町（網場入口交差点、国道34号交点）
- 総延長：46.5 km

## 歴史
- 1993年（平成5年）5月11日 - 建設省から、県道野母崎宿線が野母崎宿線として主要地方道に指定される[1]。
- 2017年（平成29年）2月19日 - 立石トンネル開通[2]。

## 路線状況

### 重複区間
- 国道499号（長崎市野母町・行政センター交差点 - 長崎市脇岬町）

### 道路施設

#### トンネル
起点から
- 千藤トンネル：延長140 m、1990年（平成2年）竣工、長崎市
- 宮摺トンネル：延長157 m、2001年（平成13年）竣工、長崎市
- 立石トンネル：延長958 m、2017年（平成29年）竣工、長崎市

## 地理

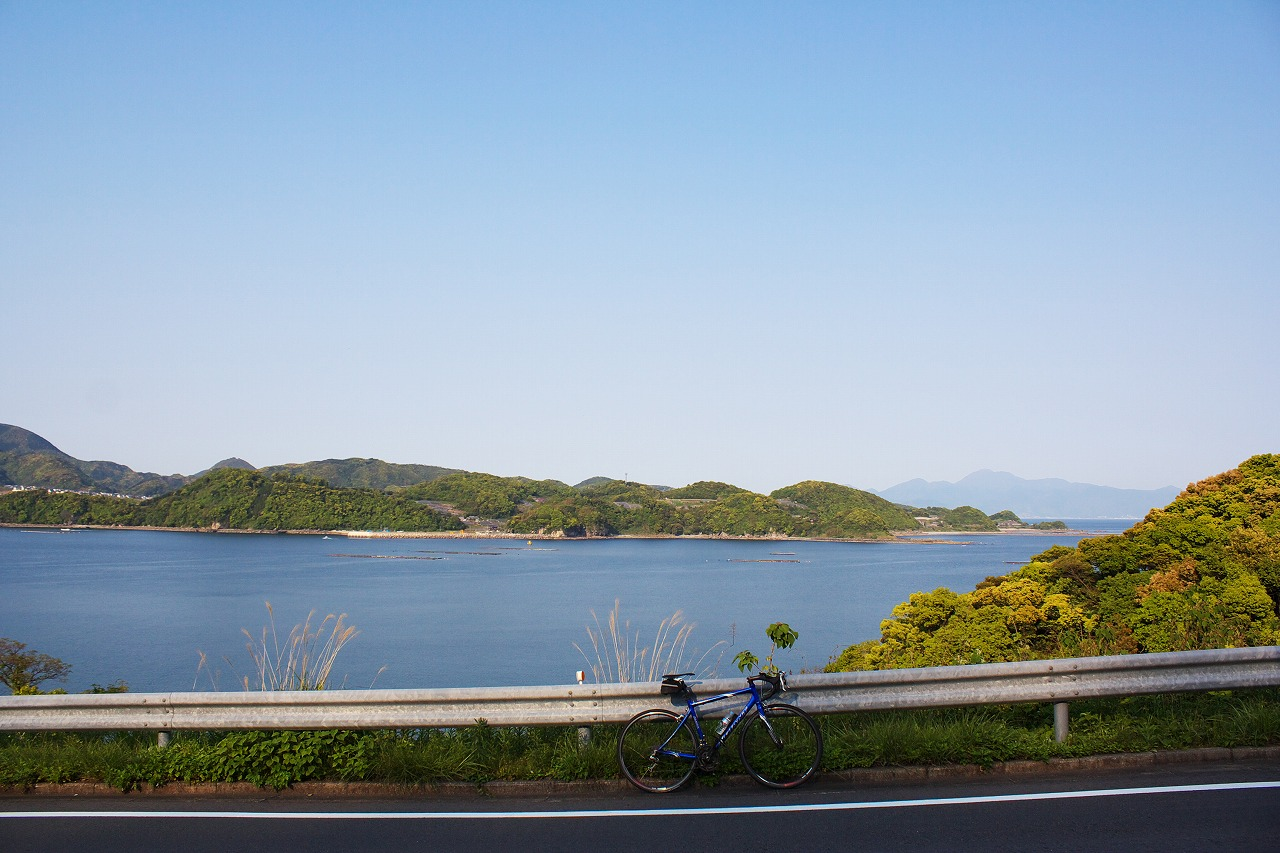
長崎県道34号野母崎宿線からの牧島

### 通過する自治体
- 長崎市

### 交差する道路
| 交差する道路                          | 交差する場所 | 交差する場所          |
| ------------------------------------- | ------------ | --------------------- |
| 国道499号 重複区間起点                | 野母町       | 行政センター交差点    |
| 国道499号 重複区間終点                | 脇岬町       |                       |
| 長崎県道300号長崎野母崎自転車道線     | 脇岬町       |                       |
| 長崎県道224号深堀三和線               | 為石町       |                       |
| 国道324号                             | 茂木町       | 茂木交差点            |
| 国道34号 国道57号 重複 国道251号 重複 | 宿町         | 網場入口交差点 / 終点 |

### 沿線
- 長崎市立野母崎病院
- 長崎市役所 野母崎行政センター
- 長崎市立野母崎中学校
- 脇岬海水浴場
- サザンパーク野母崎
- 長崎市立川原小学校
- 川原海水浴場
- 長崎市立為石小学校
- 長崎市立南中学校
- 宮摺海水浴場
- 立岩海水浴場
- 長崎市役所 茂木支所
- 長崎市立茂木中学校
- 長崎市立日吉小学校・中学校
- 長崎総合科学大学
  - 長崎総合科学大学附属高等学校
- 長崎ペンギン水族館

### 沿線ガイド
- 区間1：長崎市野母町から長崎市為石町までは1.5車線の道である。路線バスも通るが、離合は容易にできる。
- 区間2：長崎市為石町から長崎市千々町までは2車線の道である。カーブはあまりきつくない。
- 区間3：長崎市千々町から長崎市茂木町までは1 - 1.5車線の道が続き、カーブも多く見通しが悪い。また、長崎バスが路線バスを運行しており、離合のためバックを強いられる場合もある。この沿線はびわ畑が広がり、道々に農作物の販売所が設置されている。春頃はびわの虫除けのための白い袋が一面に広がり遠くから見ると花のようで圧巻である。2006年（平成18年）8月31日の大雨では、宮摺町付近で地滑りが発生し通行止めとなっていた。同年9月29日に仮設道路が完成、2007年（平成19年）6月3日に復旧した。
- 区間4：長崎市茂木町から長崎市宿町まではごく一部の区間を除き、全線2車線で走りやすい。ただし、カーブが非常に多い。